# Wereldbeker shorttrack 2021/2022
De wereldbeker shorttrack 2021/2022 (officieel: ISU Short Track Speed Skating World Cup 2021-22) was een door de Internationale Schaatsunie georganiseerde shorttrackcompetitie. De cyclus begon op 21 oktober 2021 in Peking en eindigde op 28 november 2021 in Dordrecht. Het seizoen was korter dan gebruikelijk, vier wedstrijden in plaats van zes, vanwege het shorttrack op de Olympische Winterspelen 2022 waar dit het kwalificatietoernooi voor was.

## Mannen
| Datum      | Plaats    | Onderdeel    | Eerste             | Tweede             | Derde              |
| ---------- | --------- | ------------ | ------------------ | ------------------ | ------------------ |
| 23/10/2021 | Peking    | 500 m        | Shaolin Sándor Liu | John-Henry Krueger | Denis Nikisja      |
| 23/10/2021 | Peking    | 1500 m       | Semjon Jelistratov | Adil Galiakhmetov  | An Kai             |
| 24/10/2021 | Peking    | 1000 m       | Hwang Dae-heon     | Semjon Jelistratov | Pascal Dion        |
| 24/10/2021 | Peking    | 5000 m relay | Nederland          | Hongarije          | Italië             |
| 30/10/2021 | Nagoya    | 500 m        | Hwang Dae-heon     | Ren Ziwei          | Denis Nikisja      |
| 30/10/2021 | Nagoya    | 1500 m       | Yuri Confortola    | Hwang Dae-heon     | Sun Long           |
| 31/10/2021 | Nagoya    | 1000 m       | Ren Ziwei          | Itzhak de Laat     | Pascal Dion        |
| 31/10/2021 | Nagoya    | 5000 m relay | Canada             | China              | Hongarije          |
| 20/11/2021 | Debrecen  | 500 m        | Shaolin Sándor Liu | Shaoang Liu        | Ren Ziwei          |
| 20/11/2021 | Debrecen  | 1500 m       | Ren Ziwei          | Pascal Dion        | Jang Hyuk          |
| 21/12/2021 | Debrecen  | 1000 m       | Hwang Dae-heon     | Pascal Dion        | Itzhak de Laat     |
| 21/12/2021 | Debrecen  | 5000 m relay | Canada             | Zuid-Korea         | Hongarije          |
| 27/11/2021 | Dordrecht | 500 m        | Wu Dajing          | Steven Dubois      | Konstantin Ivlijev |
| 27/11/2021 | Dordrecht | 1500 m       | Ren Ziwei          | Sjinkie Knegt      | Park Jang-hyuk     |
| 28/12/2021 | Dordrecht | 1000 m       | Shaoang Liu        | John-Henry Krueger | Pietro Sighel      |
| 28/12/2021 | Dordrecht | 5000 m relay | Zuid-Korea         | Canada             | Hongarije          |

### Eindstanden
| #      | Naam               | Punten |
| ------ | ------------------ | ------ |
| Goud   | Shaolin Sándor Liu | 25.120 |
| Zilver | Wu Dajing          | 20.240 |
| Brons  | Ren Ziwei          | 17.677 |
| 4.     | Shaoang Liu        | 16.192 |
| 5.     | Hwang Dae-heon     | 15.438 |

| #      | Naam               | Punten |
| ------ | ------------------ | ------ |
| Goud   | Pascal Dion        | 20.800 |
| Zilver | Hwang Dae-heon     | 20.115 |
| Brons  | Itzhak de Laat     | 16.078 |
| 4.     | Semjon Jelistratov | 11.480 |
| 5.     | John-Henry Krueger | 11.421 |

| #      | Naam               | Punten |
| ------ | ------------------ | ------ |
| Goud   | Ren Ziwei          | 21.678 |
| Zilver | Semjon Jelistratov | 17.741 |
| Brons  | Park Jang-hyuk     | 15.421 |
| 4.     | Sjinkie Knegt      | 12.102 |
| 5.     | Sun Long           | 11.642 |

| #      | Land       | Punten |
| ------ | ---------- | ------ |
| Goud   | Canada     | 28.000 |
| Zilver | Zuid-Korea | 22.096 |
| Brons  | Hongarije  | 20.800 |
| 4.     | China      | 18.240 |
| 5.     | Italië     | 15.616 |

## Vrouwen
| Datum      | Plaats    | Onderdeel    | Eerste              | Tweede              | Derde               |
| ---------- | --------- | ------------ | ------------------- | ------------------- | ------------------- |
| 23/10/2021 | Peking    | 500 m        | Natalia Maliszewska | Arianna Fontana     | Choi Min-jeong      |
| 23/10/2021 | Peking    | 1500 m       | Lee Yu-bin          | Courtney Sarault    | Kristen Santos      |
| 24/10/2021 | Peking    | 1000 m       | Suzanne Schulting   | Kim Ji-yoo          | Kristen Santos      |
| 24/10/2021 | Peking    | 3000 m relay | China               | Nederland           | Zuid-Korea          |
| 30/10/2021 | Nagoya    | 500 m        | Arianna Fontana     | Natalia Maliszewska | Fan Kexin           |
| 30/10/2021 | Nagoya    | 1500 m       | Suzanne Schulting   | Arianna Fontana     | Kim A-lang          |
| 31/10/2021 | Nagoya    | 1000 m       | Kristen Santos      | Suzanne Schulting   | Xandra Velzeboer    |
| 31/10/2021 | Nagoya    | 3000 m relay | Nederland           | Zuid-Korea          | Italië              |
| 20/11/2021 | Debrecen  | 500 m        | Suzanne Schulting   | Arianna Fontana     | Kim Boutin          |
| 20/11/2021 | Debrecen  | 1500 m       | Suzanne Schulting   | Lee Yu-bin          | Courtney Sarault    |
| 21/11/2021 | Debrecen  | 1000 m       | Suzanne Schulting   | Choi Min-jeong      | Natalia Maliszewska |
| 21/11/2021 | Debrecen  | 3000 m relay | Nederland           | Canada              | China               |
| 27/11/2021 | Dordrecht | 500 m        | Kim Boutin          | Arianna Fontana     | Jelena Seregina     |
| 27/11/2021 | Dordrecht | 1500 m       | Lee Yu-bin          | Courtney Sarault    | Suzanne Schulting   |
| 28/12/2021 | Dordrecht | 1000 m       | Choi Min-jeong      | Kim Boutin          | Suzanne Schulting   |
| 28/12/2021 | Dordrecht | 3000 m relay | Nederland           | Canada              | Italië              |

### Eindstanden
| #      | Naam                | Punten |
| ------ | ------------------- | ------ |
| Goud   | Arianna Fontana     | 26.000 |
| Zilver | Kim Boutin          | 21.520 |
| Brons  | Natalia Maliszewska | 21.277 |
| 4.     | Suzanne Schulting   | 19.216 |
| 5.     | Fan Kexin           | 11.019 |

| #      | Naam              | Punten |
| ------ | ----------------- | ------ |
| Goud   | Suzanne Schulting | 28.000 |
| Zilver | Kristen Santos    | 19.677 |
| Brons  | Choi Min-jeong    | 18.144 |
| 4.     | Xandra Velzeboer  | 15.616 |
| 5.     | Courtney Sarault  | 14.336 |

| #      | Naam              | Punten |
| ------ | ----------------- | ------ |
| Goud   | Lee Yu-bin        | 28.000 |
| Zilver | Suzanne Schulting | 26.400 |
| Brons  | Courtney Sarault  | 22.400 |
| 4.     | Kristen Santos    | 16.640 |
| 5.     | Arianna Fontana   | 15.741 |

| #      | Land       | Punten |
| ------ | ---------- | ------ |
| Goud   | Nederland  | 30.000 |
| Zilver | Zuid-Korea | 19.520 |
| Brons  | Canada     | 19.277 |
| 4.     | China      | 18.497 |
| 5.     | Italië     | 17.920 |

## Gemengd
| Datum      | Plaats    | Onderdeel    | Eerste    | Tweede    | Derde      |
| ---------- | --------- | ------------ | --------- | --------- | ---------- |
| 24/10/2021 | Peking    | 2000 m relay | China     | Nederland | Zuid-Korea |
| 31/10/2021 | Nagoya    | 2000 m relay | Rusland   | China     | Hongarije  |
| 21/11/2021 | Debrecen  | 2000 m relay | China     | Canada    | Frankrijk  |
| 28/11/2021 | Dordrecht | 2000 m relay | Nederland | Hongarije | China      |

### Eindstand
| #      | Land      | Punten |
| ------ | --------- | ------ |
| Goud   | China     | 28.000 |
| Zilver | Nederland | 21.277 |
| Brons  | Hongarije | 19.520 |
| 4.     | Rusland   | 15.979 |
| 5.     | Canada    | 14.717 |

1997/1998 · 
1998/1999 · 
1999/2000 · 
2000/2001 · 
2001/2002 · 
2002/2003 · 
2003/2004 · 
2004/2005 · 
2005/2006 · 
2006/2007 · 
2007/2008 ·
2008/2009 ·
2009/2010 ·
2010/2011 ·
2011/2012 ·
2012/2013 ·
2013/2014 ·
2014/2015 ·
2015/2016 ·
2016/2017 ·
2017/2018 ·
2018/2019 ·
2019/2020 · 
2020/2021 ·
2021/2022 ·
2022/2023 ·
2023/2024 ·
2024/2025
Alpineskiën ·
Biatlon ·
Bobsleeën ·
Freestyleskiën ·
Langlaufen ·
Noordse combinatie ·
Rodelen ·
Schaatsen (junioren) ·
Schansspringen ·
Shorttrack ·
Skeleton ·
Snowboarden